# فین هلگسن
فین هلگسن (انگلیسی: Finn Helgesen؛ ۲۵ آوریل ۱۹۱۹ – ۳ سپتامبر ۲۰۱۱) اسکیت‌باز سرعت اهل نروژ بود.
وی در مسابقات کشوری و بین‌المللی در مجموع برندهٔ ۱ مدال طلا شده‌است.